# María Gómez
María Purificación Gómez González, nascida em 6 de fevereiro de 1905 em Belmez, Córdoba, e falecida em 23 de fevereiro de 1986 em Lugo, foi uma política galega.

## Trajetória
O pai havia trabalhado como engenheiro de vias e obras nos caminhos de ferro, daí que ela tenha nascido em Belmez. Porém, a família mudou mais tarde para Vigo. María Gómez filiou a Izquierda Republicana, partido fundado em 1934 por Manuel Azaña Díaz, quando tinha 29 anos. Estava casada com um professor nacional que estava destinado na escola paroquial de Parada de Acha, na A Cañiza. Apresentou-se às eleições municipais de 16 de fevereiro de 1936, por Izquierda Republicana, e na votação de 14 de março María Gómez se tornou a primeira prefeita da A Cañiza e na única mulher prefeita na Galiza de 36.

## Sublevação militar
Às 10 da manhã do dia 21 de julho de 1936, as forças da Companhia de Assalto de Porto entram na Cañiza e fazem com o concelho sem encontrar nenhuma resistência, onde apreixaron as armas que ali se encontravam e armaram os simpatizantes do movimento militar. A prefeita é detida e levada à prisão de Ribadavia. Em 10 de outubro celebra-se em Vigo conselho de guerra contra ela, e é condenada por rebelião militar à pena de morte, ao lado de Jesus Eugenio Pérez Pérez e Antonio Mojón Vázquez, professores nacionais Tirso Gomez Freijido, latoeiro, e Justo Moure Giráldez, proprietário do bar O Paraíso e vereador, todos eles socialistas. A sentença recebeu o voto particular do presidente do conselho não encontrou gravidade nos fatos demonstrados, e optou pela reclusão perpétua. No dia 11 de outubro Maria alega estar grávida, e depois de ter sido reconhecida, o alferes médico Manuel Rodríguez-Grandjean emite parecer que era possível que estivesse de dois meses. Seus colegas foram executados.
O seu marido fica preso na prisão da Ilha de São Simão (Galiza). Em 2 de Novembro Gomes escreve a Francisco Franco pedindo clemência. Em 13 de dezembro chega a comutação da pena de morte pela de reclusão perpétua, e pouco depois trasládada para a prisão de mulheres de Mutriku, em Guipúzcoa. Mas depois foi transferida a Santurrarán, onde fez amizade com Urania Mella.

## Pós-guerra
Em junho de 1943 Maria é posta em liberdade, após ser-lhe comutada a perpétua por uma pena de doze anos e um dia. Depois de passar por Ribadavia marcha para a cidade de Lugo, onde se estabelece definitivamente com os quatro filhos. Com a saída da cadeia de Urania Mella em 1945, vai viver do que ela, que companhia do seu filho Raul. Dá aprovado uma oposição de enfermeira, depois de ter conseguido cancelar antecedentes criminais. Exerceu de enfermeira de vacinação até a sua aposentadoria em 1977, e recebeu diversas condecorações do Ministério da Saúde (Ministério da Saúde, Serviços Sociais e Igualdade de Espanha). Participou em uma série de programas de rádio como roteirista, sob o apelido de Maruja de Córdoba e morreu aos 81 anos de idade.